# Huawei Weather
Huawei Weather (o también conocido como Clima) es una aplicación móvil de pronóstico del tiempo desarrollada por Huawei para el sistema operativo HarmonyOS y Android.
Fue lanzado el 27 de septiembre de 2017 para los dispositivos Huawei a través de la tienda de Aplicaciones de Huawei, la cual es la Huawei AppGallery.
Huawei Weather permite a los usuarios ver las condiciones meteorológicas, el pronóstico del tiempo, la temperatura, la humedad, la velocidad del viento, el horario de salida y puesta del sol, cual es la fase lunar actual, etcétera.

## Funcionalidad
Las ubicaciones se pueden agregar o eliminar presionando el ícono de lista en la esquina superior derecha de la aplicación y luego en Gestionar ciudades, que permite al usuario ingresar el nombre de la ciudad. Para cada ciudad, la aplicación mostrará las temperaturas actuales, más altas y más bajas, un pronóstico de 7 días, la temperatura, sensación térmica, índice UV, hora de salida y puesta del sol, dirección y velocidad del viento actual, medidas de lluvia, humedad actual, fase lunar actual, también mostrará las precipitaciones de la próximas horas cuando llueva o nieva.